# Ivo Kašpar
Ivo Kašpar (10. září 1937 Opočno – 3. června 2020 Opočno) byl český pedagog, předseda Opočenské besedy a pořadatel kulturních akcí.

## Studium a pedagogická činnost
Pedagogickou školu ukončil maturitou v roce 1956. Jako učitel působil ve Vrchlabí, v Hrnčířských Boudách v Krkonoších, v Horní Brusnici, poté na zastupitelském úřadu v egyptské Káhiře a v Opočně, kde byl zástupcem ředitele Základní školy.

## Politická a společenská aktivita
V roce 1990 stál u vzniku Opočenských novin a pracoval jako člen redakční rady. Čtyři roky byl členem zastupitelstva za Občanské fórum. Patřil mezi zakládající členy Opočenské besedy a byl jejím předsedou, od roku 1992 tak pořádal výstavy, hudební kurzy a věnoval se i literatuře. Jako předseda opočenského Kruhu přátel hudby byl hlavním pořadatelem kulturních akcí, včetně cyklu Opočno hudební, jehož snahou je, jak sám říkal, „sdružovat občany ku společenskému soužití“.
V roce 2013 mu byla udělena Cena Mezinárodního hudebního festivalu F. L. Věka za přínos regionu v oblasti kultury.